# Harpoon
Harpoon er et sømålsmissil (SSM) udviklet af McDonnell Douglas, senere opkøbt af Boeing (Boeing Integrated Defense Systems) til US Navy, men senere solgt til mange lande. Harpoon-missilet blev lanceret i 1977 til brug på skibe, men er senere kommet i udgaver til undervandsbåde og fly. I 1991 skulle Søværnet opstille to lastbilsbaserede Harpoon-batterier. De skulle kunne begrænse krigsskibes sejlads i danske farvande. I 2004 meddelte producenten Boeing at man havde solgt over 7.000 Harpoon-missiler.
- Rækkevidde
  - AGM-84D: 220 km (120 sømil)
  - RGM/UGM-84D: 140 km (75 sømil)
  - AGM-84E: 93 km (50 sømil)
  - AGM-84F: 315 km (170 sømil)
  - AGM-84H/K: 280 km (150 sømil)

- Første affyring:
  - Skibsversion (RGM-84A): 1977
  - Luftversion (AGM-84A): 1979
  - Ubådsversion (UGM-84A): 1981
  - SLAM (AGM-84E): 1990
  - SLAM-ER (AGM-84H): 2000
  - SLAM-ER ATA (AGM-84K): 2002

## Udvikling
United States Navy begyndte allerede i 1965 at undersøge mulighederne for et sømålsmissil med en rækkevidde på over 45 kilometer. Udviklingen af Harpoon-missilet begyndte dog første i 1968 med de erfaringer man havde høstet fra den israelske flådes møder med SS-N2 Styx-missilet under seksdageskrigen. I 1971 vandt McDonnell Douglas kontrakten til konstruktionen af missilet. De første forsøg fandt sted i 1974 og i 1976 begyndte serieproduktionen. Aktuelt (februar 2008) har US Navy omkring 850 Harpoon-missiler, og langt størstedelen er missiler til brug på fly. I alt er der produceret over 7.200 missiler.

## Teknik
Harpoon-missilet bliver drevet af et Teledyne-Turbojet (Model: J402-CA-400) med en kraft på 3,0 kilonewton (kN) og bliver affyret fra fly (AGM). E-, F-, H- samt K-varianterne kan også affyres fra overfladefartøjer (RGM) samt ubåde (UGM). På ubåde samt overfladefartøjer bliver der benyttet en booster (A/B44G-2 eller -3 modeller), der giver et løft på 2,9 sekunder med 53,0 kN til at skubbe missilet væk fra skibet eller havoverfladen inden turbojetten starter. Alle versioner (udover H og K) benytter et WDU-18/B-sprænghoved med 221 kg højeksplosivt sprængstof. Navigationen bliver foretaget af et inertinavigationssystem, som er understøttet af GPS i H- og K-versionen.
De forskellige faser ved et engagement med A- og B-versionerne er som følger: Missilerne modtager måldata fra moderplatformen som derefter slipper missilet som samtidigt starter turbojetten (luftbåret/AGM). Hvis der er tale om overfladefartøjer (RGM), bliver missilet skudt ud af dets silo ved hjælp af sin booster, hvorefter turbojetten starter. Ubådsversionen er anbragt i en kapsel (ENCAP), der ved hjælp af trykluft forlader torpedorøret. Missilets stubvinger udfoldes og styrer det mod vandoverfladen sammen med opdriften. Kapslen frigøres og resten er som for overfladeversionen. Under flyvningen mod målet flyver missilet i ca. 15 meters højde over havoverfladen (engelsk: sea-skimming) og navigerer ved hjælp af et inertinavigationssystem. Når missilet befinder sig i en forudbestemt afstand fra målets formodede position, tændes radaren og det forsøger at finde sit mål. Så snart målet er fundet sænker missilet flyvehøjden til 2-5 meter over havoverfladen. Når afstanden er ca. 2 kilometer fra målet stiger missilet til cirka 1.800 meters højde (dette er den såkaldte pop-up manøvre) for derefter at flyve direkte ned oven i målet. Sprænghovedet detonerer ikke ved kontakt, men er derimod forsinket, således at detonationen sker inde i skibet og dermed yder mere skade.

## Varianter

### Harpoon Block I
- RGM-84A, Block IA: Første serieproduktion.

- RGM-84B: Modificeret version til Royal Navy.

- RGM-84C, Block IB: fjernede "pop-up-manøvren" fra missilets software, som dermed fortsatte i sin lave sea-skimming højde mod sit mål.

- RGM-84D, Block IC: Ved at bruge det nye JP-10-brændstof blev man i stand til at få en rækkevidde på cirka 220 km. Bortset fra de forbedrede ECCM-kapaciteter kan man nu bestemme hvordan missilet skal ramme sit mål, enten via pop-up-manøvren eller ved at forblive langs overfladen. Desuden kan missilet nu følge en forudbestemt rute der ikke nødvendigvis er den direkte vej (kræver dog AN/SWG-1A-ildledelsessytemet)

- AGM-84E Standoff Land Attack Missile (SLAM), Block 1E: Denne version er egentlig et helt nyt missil. I stedet for sømål er dette missil beregnet på at angribe landmål. Til dette formål er det infrarøde søgehoved fra AGM-65D Maverick-missilet og datalinket fra den styrede AGM-62 Walleye-bombe blevet indbygget i missilet. Bortset fra radarsøgehovedet, hvilket er fjernet, er samtlige komponenter identiske med dem der sidder i de Harpoon-missiler der er beregnet til sømål. Missilet kan også styres manuelt ind på et mål fra et fly. Det kræver at piloten låser på målet med sit infrarøde udstyr (FLIR), og derefter kan man opdatere SLAM-missilets måldata via et to-vejs-datalink. Det er derfor kun muligt at styre missilet ind, hvis der er gjort brug af fly.

- RGM-84F, Block ID: Ved en forlængelse af brændstoftanken er det blevet muligt at forlænge missilets aktionsradius. På grund af den forøgede længde er det ikke muligt at producere en version der kan bruges i ubåde (UGM). Denne version var planlagt indkøbt, men på grund af slutningen på den kolde krig blev indkøbene droppet.

- RGM-84G, Block IG: Denne version er produceret siden 1995 og er identisk med en block IC, bortset fra en opgradering af softwaren. Revurdering af styresystemet har gjort det muligt at genoptage et mislykket angreb, så længe brændstoffet rækker og søgehovedet har erkendt det mislykkede angreb. IG-varianterne bliver ikke produceret, men udelukkende ved at opgradere nuværende Block IC-missiler til IG-standard.

- AGM-84H Stand-off Land Attack Missile – Expanded Response (SLAM-ER): Denne variant er baseret på AGM-84E-versionen (SLAM). De omvendte mågevinger er bemærkelsesværdige (ligesom BGM-109 Tomahawk), hvilket har udvidet missilets rækkevidde betragteligt. Det nye AN/DSQ-61-navigationssystem omfatter et INS-modul samt både en GPS-modtager samt et datalink, der begge er jammingsresistente. Til målsøgning i slutfasen bruges et infrarødt søgehoved, der er resistent over for laserlys, hvilket typisk bruges som modforanstaltninger mod netop infrarøde søgehoveder. Sprænghovedet (WDU-40/B) har med 360 kg en højere gennemslagskraft en det ellers benyttede WDU-18/B-sprænghoved på 221 kg. Desuden er sprænghovedet forstærket med titan, som har øget effekten mod hærdede mål såsom eksempelvis bunkere. Tests har vist at SLAM-ER også kan bruges mod sømål.

- AGM-84K: Denne version omfatter diverse forbedringer til hard- og software på AGM-84H-versionen. Alle eksisterende H-varianter er opgraderet til K-versionen.

- AGM-84H/K SLAM-ER ATA: Den seneste opgradering i block I er ATA-version til K-modellen. ATA (Automatic Target Acquisition)-opdateringen gør det muligt at sammenligne de aktuelle mål med billeder af mål der er placeret i en databank i missilet, og derefter angribe det korrekte mål. Missilet skal bare udstyres med et målområde, hvorefter det vil afsøge området til det finder og angriber det programmerede mål.

### Harpoon Block II
Harpoon Block II giver ikke forøget rækkevidde, men forbedret ECCM og forbedret målsøgning. Harpoon-missilet var oprindeligt designet til at være et missil til brug på åbent hav. Block II missilerne bygger videre på den proces der startede med Block IE. Block II giver Harpoon-missilerne evnen til at angribe kystnære mål. Nøgleelementerne i Harpoon Block II er softwaren, computeren, GPS/INS-navigationssystemet samt GPS antenne/modtageren fra AGM84-K SLAM Expanded Response (SLAM-ER). Selvom man brugte skibe fra US Navy ved udviklingen, besluttede man ikke at indkøbe missilerne til den amerikanske marine. Boeing angiver at 29 mariner i verden har anskaffet Harpoon Block II
Danmark har opgraderet ca. 50 ud af sine ca. 100 missiler til Harpoon Block II.

### Harpoon Block III
- RGM-84M/AGM-84M: Block III – var planlagt som endnu en opgraderingspakke til US Navys eksisterende Block 1C missiler og samt tilhørende affyringssystemer i Arleigh Burke-klassen, Ticonderoga-klassen samt F/A-18E/F Super Hornet kampfly. Efter opgraderingen blev større og større i omfang, samt forsinkelser i udviklingen af et datalink blev Block III programmet droppet af den amerikanske flåde i april 2009. At Block III blev droppet betyder dog ikke at andre opgraderinger til missil og missilplatforme kan komme på tale senere.

## Hovsamissilet samt andre uheld
Der er til dato været tre større uheld med Harpoon-missiler:
- Fra fregatten Peder Skram blev et Harpoon-missil ved et uheld affyret den 6. september 1982 kl. 11:32. Ved et held blev kun sommerhusområdet Lumsås ramt og ingen mennesker kom til skade. Missilet havde retning mod Øresund, og det er ikke svært at forestille sig til de katastrofale konsekvenser, hvis missilet havde ramt et skib eller en bygning med mennesker i. Missilet blev senere kendt som Hovsa-missilet. Missilteknikeren orlogskaptajn H G. Olsen påtog sig skylden, til trods for nøglen der aktiverede missilaffyringssystemet ikke var isat.

- Den 14. Juli 1981 affyrede den amerikanske destroyer USS Coontz ved et uheld et Harpoon-missil tæt ved St. Croix. Missilet endte i havet uden at der skete nogen skade.

- I december 1988 under en øvelse affyrede en F/A-18 Hornet et Harpoon-missil mod et øvelsesmål ved Kauai Test Facility. missilet låste dog på Jagivek, et indisk handelsskib på 76 meter der befandt sig i området til trods for den offentliggjorte skydeadvarsel. Missilet ramte handelsskibet og et besætningsmedlem blev dræbt. Missilet var ikke udstyret med et sprænghoved, men havde missilet været udstyret med et sprænghoved havde konsekvenserne være endnu mere voldsomme.